# Hyobanche
Hyobanche é um género botânico pertencente à família Orobanchaceae.

## Espécies
| - Hyobanche atropurpurea - Hyobanche calvescens - Hyobanche coccinea - Hyobanche fulleri | - Hyobanche glabrata - Hyobanche robusta - Hyobanche rubra - Hyobanche sanguinea |